# Афанасьевка (Николаевская область)
В 2022 году была захвачена и оккупирована российской армией, см. Вторжение России на Украину (2022)
10 ноября 2022 года Афанасьевка  была освобождена украинскими войсками.
Афанасьевка (укр. Афанасіївка) — село в Снигирёвском районе Николаевской области Украины.
Основано в 1810 году. Население по переписи 2001 года составляло 630 человек. Почтовый индекс — 57342. Телефонный код — 5162. Занимает площадь 3,484 км².

## Персоналии
- Цакни, Николай Петрович (1851—1904) — деятель революционного движения XIX века, революционер, народоволец.

## Местный совет
57342, Николаевская обл., Снигирёвский р-н, с. Афанасьевка, ул. Ленина, 14